# Hans von Hattingberg
Hans Gustav Eduard Wolfgang Ritter von Hattingberg (geboren 18. November 1879 in Wien, Österreich-Ungarn; gestorben 18. März 1944 in Berlin) war ein österreichisch-deutscher Jurist, Mediziner und Psychoanalytiker.

## Leben
Hans von Hattingberg war ein Sohn des Bezirksrichters und Bankendirektors Josef Ritter von Hattingberg und seiner Frau Maria (geb. Schmidt). Er hatte vier Geschwister. Seine Kindheit und Jugend verbrachte er in Wien. Dort besuchte er das Franz-Josef-Gymnasium und das Kaiserlich-königliche Staatsgymnasium.
Nach der Matura studierte von Hattingberg von 1897 bis 1901 Jura. Von 1901 bis 1902 leistete er ein Jahr lang Militärdienst. 1902 wurde er zum Dr. jur. promoviert (Prüfungsdatum vom 22. Dezember 1902). Von 1903 bis 1906 absolvierte er die Vorbereitungszeit zur Advokatur. Während dieser Zeit entwickelte er aufgrund seiner Freundschaft zu dem Schweizer Psychiater und Eugeniker Auguste Forel ein reges Interesse an Psychologie.
Ermutigt von August Forel beendete von Hattingberg 1906 seine Karriere in der Kanzlei und begann 1907 in Bern Psychologie zu studieren. 1908 schrieb er sich in Heidelberg und kurz darauf in München zum Medizinstudium ein. 1909 heiratete er in Charlottenburg die 24-jährige Philosophiestudentin Elise Zierold. 1912 wurde er mit der Dissertation Multiple Sklerose mit Muskelatrophie zum Dr. med. promoviert. 1913 erhielt er die ärztliche Approbation. Aufgrund seiner Doppelpromotion führte er später die Bezeichnung eines Dr. med. et jur.
Im Jahr 1913 ließ von Hattingberg sich als Mediziner und Psychotherapeut in München nieder. Zu dieser Zeit begann er sich für Psychoanalyse zu interessieren, die er mit der Zeit jedoch verstärkt zu kritisieren begann. Im selben Jahr ließ er sich von seiner Ehefrau scheiden.
Zu Beginn des Ersten Weltkriegs meldete Hattingberg sich als Kriegsfreiwilliger. Während des Kriegs lehrte er als außerordentlicher Professor an der Berliner Charité. In den Kriegsjahren versuchte er Kriegsneurosen an der russischen Front mit Hypnose und anderen aktiven Heilmethoden zu behandeln.
In den 1920er Jahren wirkte er als Psychotherapeut und Nervenarzt in München. Während dieser Jahre versuchte er Ideen Alfred Adlers und Carl Gustav Jungs in eine einheitliche Form von Therapie einzubauen.
1932 siedelte von Hattingberg nach Berlin über.
Von Hattingberg war Mitglied der Wiener Psychoanalytischen Vereinigung, Mitglied der Allgemeinen Ärztlichen Gesellschaft für Psychotherapie sowie des elitären Deutschen Herrenklubs in Berlin.
Grau zufolge förderte von Hattingberg mit seinem Wirken nach 1933 „wissenschaftspolitisch“ die „Anpassung der Psychotherapie an die inhumane nationalsozialistische Bevölkerungs- und Gesundheitspolitik“.
Von Hattingberg starb 1944 im Franziskus-Krankenhaus in Berlin-Tiergarten an der Grippe. Nach seiner Kremierung wurde er in München beigesetzt.

## Familie
Von Hattingbergs erste Ehefrau Christa, geb. von Satzger, mit der er drei Kinder hatte, starb 1908 an Typhus. In zweiter Ehe heiratete Hattingberg 1909 Liese Zierold, eine Studentin der Philologie, mit der er ebenfalls drei Kinder hatte. Seine dritte Ehe mit Erna Marie („Enja“) Bauer (1885–1939) wurde um 1920 geschieden. Seine Frau heiratete in zweiter Ehe Karlfried Graf Dürckheim.

## Schriften
- Analerotik, Angstlust und Eigensinn. In: Internationale Zeitschrift für ärztliche Psychoanalyse, 1914.
- Psycho-Analysis and Neuroses, 1931.
- Ueber die Liebe: Eine ärztliche Wegweisung, 1936. (Nachdruck 1949)
- Neue Seelenheilkunde, 1943.
- Über die Liebe: eine ärztliche Wegweisung, 1949.
- Ehekrisen - Entwickungskrisen. Ein Problem unserer Zeit, München, Federmann 1949.